# 学田駅
学田駅（がくでんえき）は、北海道富良野市字西学田二区にある北海道旅客鉄道（JR北海道）富良野線の駅。駅番号はF44。事務管理コードは▲121701。普通列車でも一部が通過する。

## 歴史

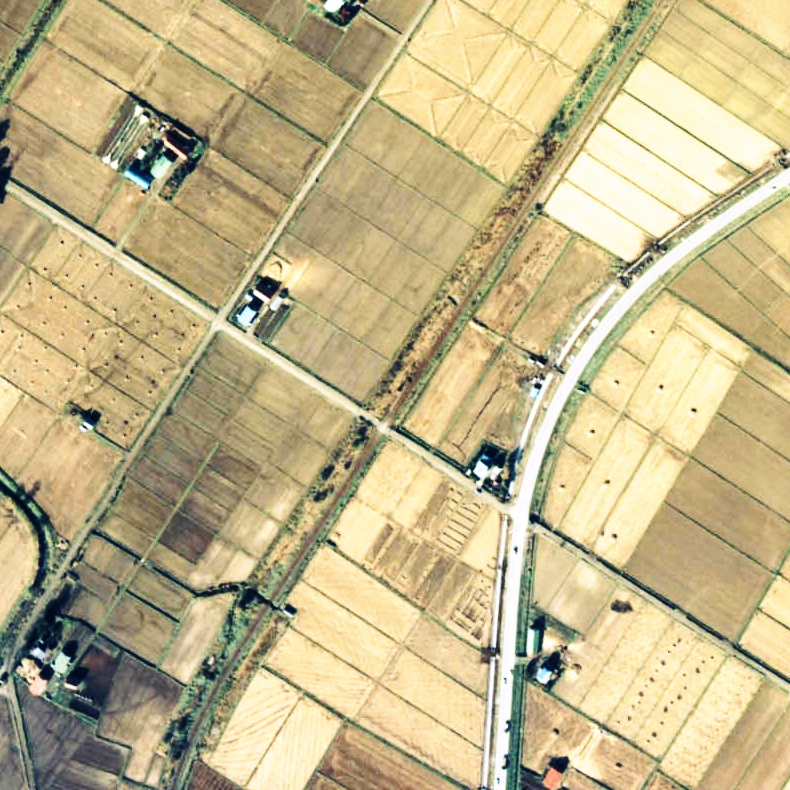
1977年の学田駅と周囲約500m範囲。下が富良野方面。

富良野線において気動車列車が運転開始となることに伴い開設された。
- 1958年（昭和33年）3月25日：日本国有鉄道の駅として富良野駅 - 中富良野駅間に鹿討駅とともに新設[1][4]。旅客のみ取扱い[1]。
- 1987年（昭和62年）4月1日：国鉄分割民営化により、北海道旅客鉄道（JR北海道）の駅となる[1]。

### 駅名の由来
地名より。1896年（明治29年）ごろ付近一帯が札幌農学校の演習田畑となっていたことに由来する。

## 駅構造
富良野方に向かって右側に1面1線の単式ホームを持つ無人駅であり、ホーム上に待合室が設けられている。

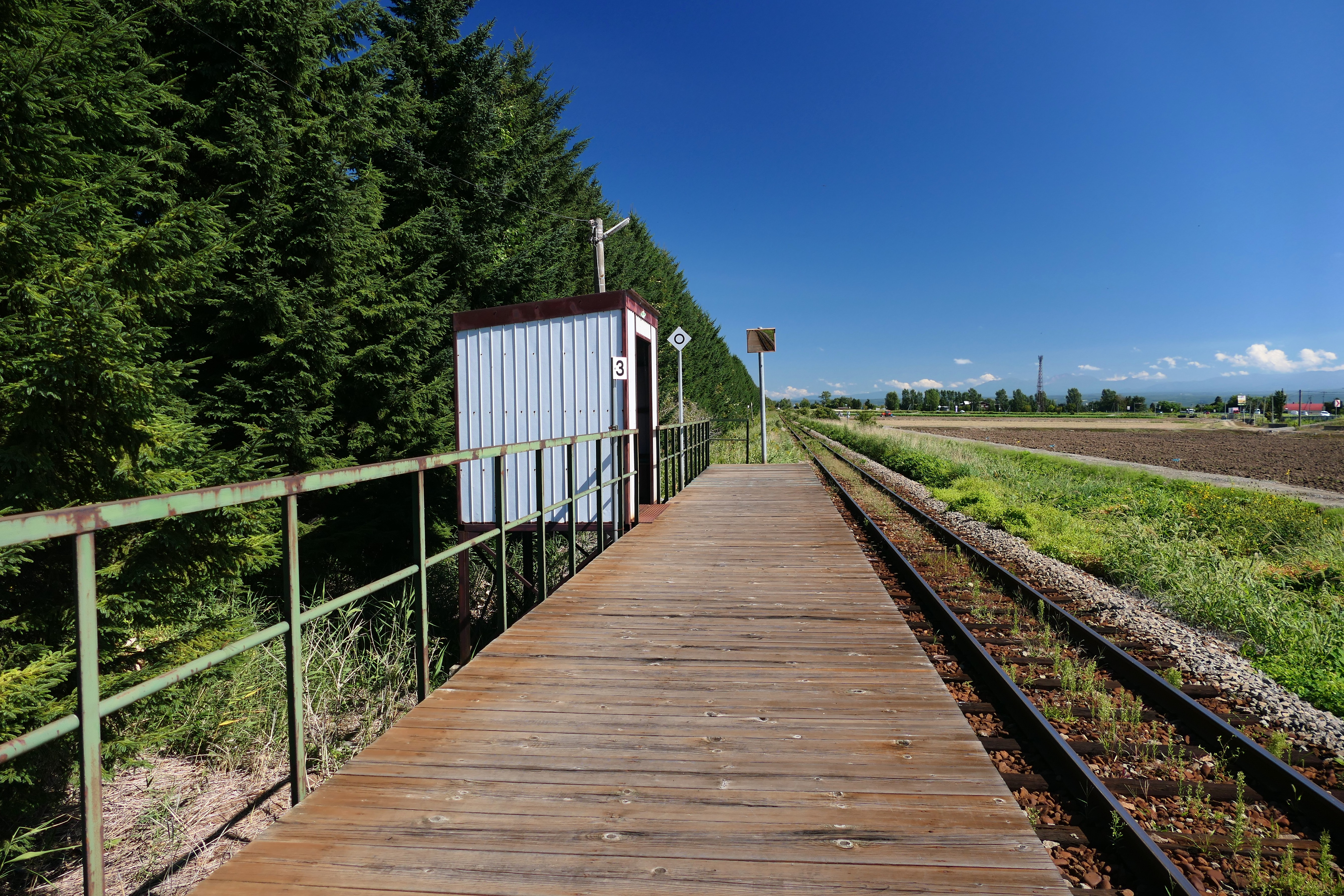
ホーム（2024年8月）
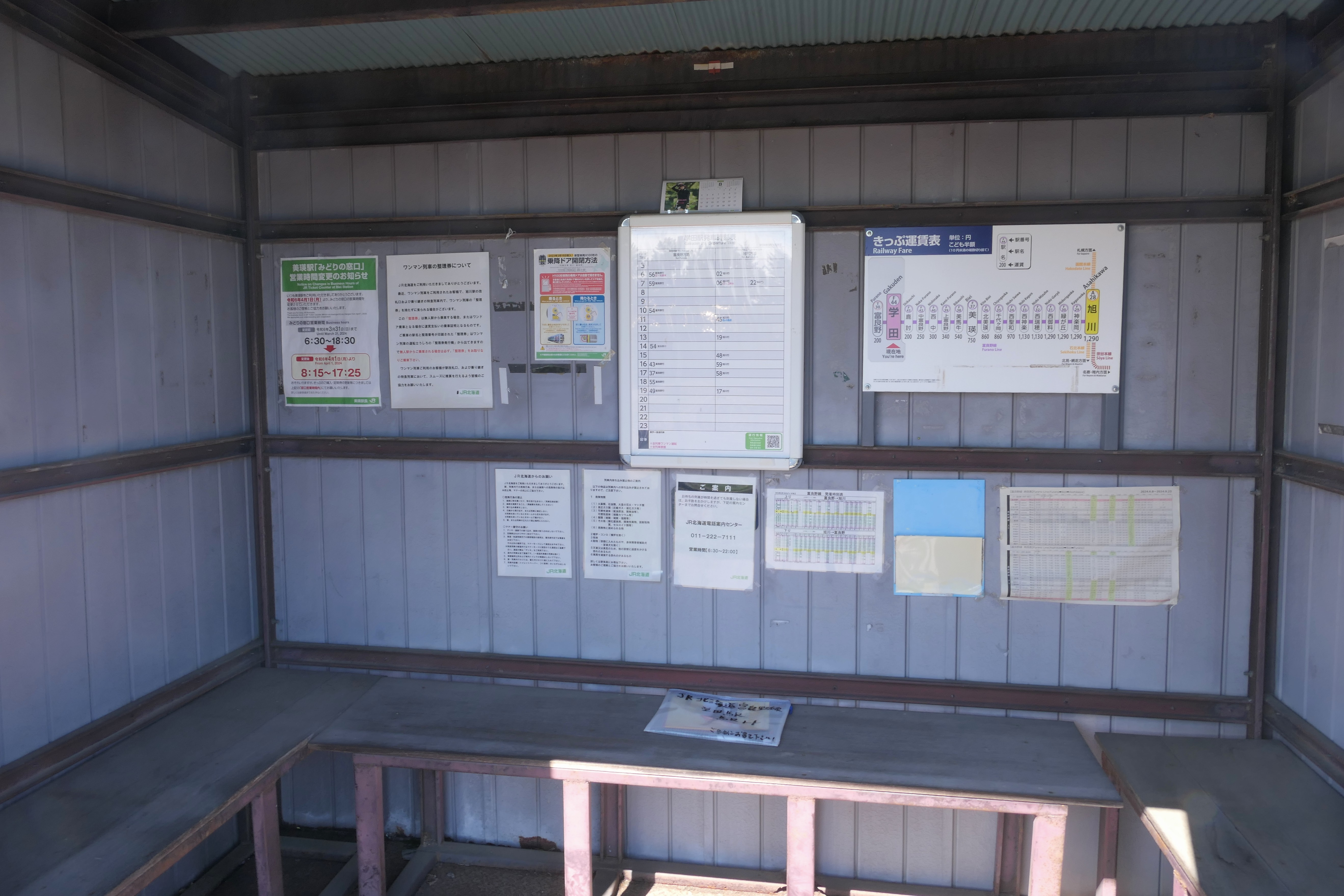
待合室内（2024年8月）
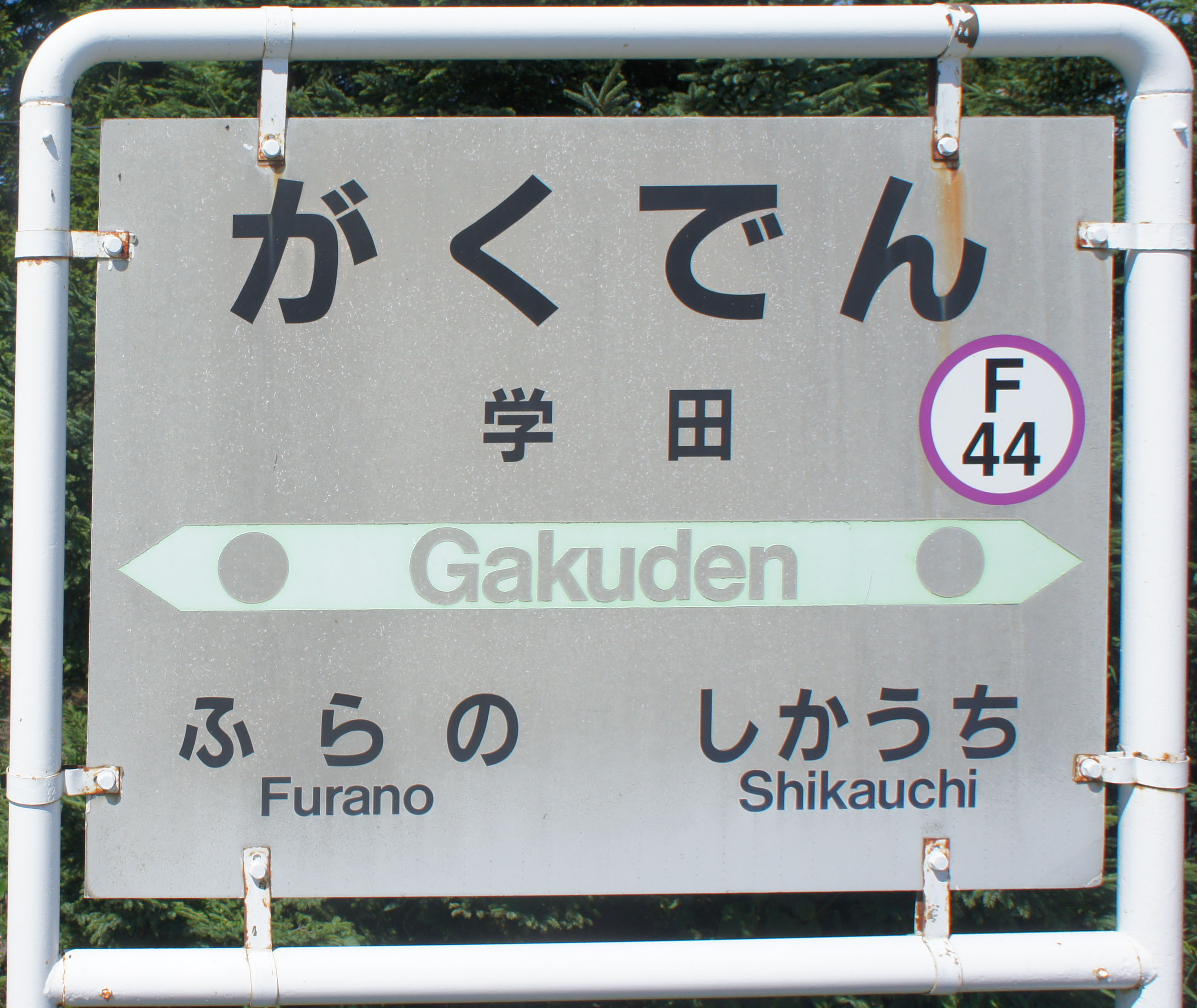
駅名標（2017年8月）

## 利用状況
乗車人員の推移は以下のとおり。年間の値のみ判明している年については、当該年度の日数で除した値を括弧書きで1日平均欄に示す。乗降人員のみが判明している場合は、1/2した値を括弧書きで記した。
また、「JR調査」については、当該の年度を最終年とする過去5年間の各調査日における平均である。
| 年度               | 乗車人員 | 乗車人員 | 乗車人員 | 出典       | 備考               |
| 年度               | 年間     | 1日平均  | JR調査   | 出典       | 備考               |
| ------------------ | -------- | -------- | -------- | ---------- | ------------------ |
| 1992年（平成04年） |          | (4.0)    |          | [ 5 ]      | 1日平均乗降客数8人 |
| 2016年（平成28年） |          |          | 8.2      | [ JR北 1 ] |                    |
| 2017年（平成29年） |          |          | 7.2      | [ JR北 2 ] |                    |
| 2018年（平成30年） |          |          | 7.0      | [ JR北 3 ] |                    |
| 2019年（令和元年） |          |          | 6.8      | [ JR北 4 ] |                    |
| 2020年（令和02年） |          |          | 7.4      | [ JR北 5 ] |                    |
| 2021年（令和03年） |          |          | 5.4      | [ JR北 6 ] |                    |
| 2022年（令和04年） |          |          | 5.0      | [ JR北 7 ] |                    |
| 2023年（令和05年） |          |          | 5.0      | [ JR北 8 ] |                    |

## 駅周辺
農村地帯で、周囲には田畑が広がるのみである。
- 北海道道759号奈江富良野線
- 国道237号
- ふらのぶどう果汁工場
- ふらのワイン工場

## 隣の駅
北海道旅客鉄道（JR北海道）
■富良野線（一部列車は当駅通過）
鹿討駅 (F43) - 学田駅 (F44) - 富良野駅 (T30)

### JR北海道
1. ↑  「富良野線（富良野・旭川間）」（PDF）『線区データ（当社単独では維持することが困難な線区）』、北海道旅客鉄道、2017年12月8日。オリジナルの2017年12月9日時点におけるアーカイブ。2017年12月10日閲覧。
2. ↑  「富良野線（富良野・旭川間）」（PDF）『線区データ（当社単独では維持することが困難な線区）(地域交通を持続的に維持するために)』、北海道旅客鉄道株式会社、3頁、2018年7月2日。オリジナルの2018年8月18日時点におけるアーカイブ。2018年8月18日閲覧。
3. ↑  “富良野線（富良野・旭川間）” (PDF). 線区データ（当社単独では維持することが困難な線区）(地域交通を持続的に維持するために).   北海道旅客鉄道. p. 3 (2019年10月18日). 2019年10月18日時点のオリジナルよりアーカイブ。2019年10月18日閲覧。
4. ↑  “富良野線（富良野・旭川間）” (PDF). 地域交通を持続的に維持するために > 輸送密度200人以上2,000人未満の線区（「黄色」8線区）.   北海道旅客鉄道. p. 3 (2020年10月30日). 2020年11月2日時点のオリジナルよりアーカイブ。2020年11月4日閲覧。
5. ↑  “駅別乗車人員  特定日調査（平日）に基づく”.   北海道旅客鉄道. 2022年8月3日時点のオリジナルよりアーカイブ。2022年8月14日閲覧。
6. ↑  “駅別乗車人員  特定日調査（平日）に基づく”.   北海道旅客鉄道. 2022年9月3日時点のオリジナルよりアーカイブ。2022年9月3日閲覧。
7. ↑  “駅別乗車人員  特定日調査（平日）に基づく”.   北海道旅客鉄道. 2023年11月10日時点のオリジナルよりアーカイブ。2023年11月10日閲覧。
8. ↑  “駅別乗車人員  特定日調査（平日）に基づく”.   北海道旅客鉄道 (2024年). 2024年9月9日時点のオリジナルよりアーカイブ。2024年9月9日閲覧。